# Sun Yawei
Sun Yawei (chinesisch 孙雅薇; * 17. Oktober 1987 in Changzhou) ist eine ehemalige chinesische Hürdenläuferin, die sich auf die 100-Meter-Distanz spezialisiert hat.

## Sportliche Laufbahn
Erste internationale Erfahrungen sammelte Sun Yawei im Jahr 2009, als sie bei den Asienmeisterschaften in Guangzhou in 13,19 s auf Anhieb die Goldmedaille gewann, wie auch kurz darauf bei den Ostasienspielen in Hongkong in 13,13 s. Im Jahr darauf nahm sie an den Asienspielen in Guangzhou teil und gewann dort in 13,27 s die Bronzemedaille hinter der Südkoreanerin Lee Yeon-kyung und Natalja Iwoninskaja aus Kasachstan gewann. 2011 verteidigte sie bei den Asienmeisterschaften in Kōbe mit 13,04 s ihren Titel und qualifizierte sich damit auch für die Weltmeisterschaften in Daegu, bei denen sie mit 13,19 s im Halbfinale ausschied. 2012 gewann sie bei den Hallenasienmeisterschaften in Hangzhou in 8,35 s die Bronzemedaille im 60-Meter-Hürdenlauf hinter ihrer Landsfrau Wu Shuijiao und der Kasachin Iwoninskaja, ehe sie bei den Hallenweltmeisterschaften in Istanbul mit 8,46 s in der ersten Runde ausschied. Im Sommer startete sie bei den Olympischen Spielen in London, bei denen sie aber auch mit 13,26 s im Vorlauf ausschied. 2014 gewann sie bei den Hallenasienmeisterschaften in Hangzhou in 8,37 s erneut die Bronzemedaille hinter ihrer Landsfrau Wu Shuijiao und Anastassija Pilipenko aus Kasachstan. Anschließend nahm sie erneut an den Asienspielen im südkoreanischen Incheon teil und gewann dort in 13,05 s die Silbermedaille hinter Landsfrau Wu. 2015 wurde sie bei den Asienmeisterschaften in Wuhan in 13,72 s Achte und im Jahr darauf beendete sie in Huai’an ihre Karriere als Leichtathletin im Alter von 28 Jahren.
In den Jahren 2009, 2010 und 2014 wurde Sun chinesische Meisterin im 100-Meter-Hürdenlauf.

## Persönliche Bestzeiten
- 100 m Hürden: 12,94 s (+1,7 m/s), 17. Juli 2011 in Nanchang
  - 60 m Hürden (Halle): 8,24 s, 31. Januar 2010 in Karlsruhe